# Franz Josef Ruprecht
Franz Josef Ruprecht (Friburg de Brisgòvia - aleshores Àustria - 1 de novembre del 1814 - Sant Petersburg, 4 d'abril del 1870) va ser un botànic i metge rus nascut a Àustria.

## Biografia
Passà la infància a Praga, on s'havia establert el seu pare després de les guerres napoleòniques, i a aquesta ciutat hi estudià i s'hi doctorà en medicina (1836). Després d'un breu període d'exercici mèdic a Praga, que compaginà amb unes primeres recerques botàniques, el 1839 va ser contractat com a conservador de l'herbari de l'Acadèmia Russa de Ciències a Sant Petersburg. Posteriorment va ser nomenat director ajudant dels jardins botànics de la ciutat (1851-1855) i professor de botànica de la universitat de Sant Petersburg (1855). Catalogà amb energia i rigor les caòtiques col·leccions del Museu Botànic de l'Acadèmia, que dirigí a partir del 1855. Va fer expedicions de recerca botànica (Arkhànguelsk 1841, Caucas, 1860-1861) i descrigué moltes noves plantes collides a l'extrem oriental de Rússia i al nord del continent americà com Adiantum aleuticum, Lonicera maackii, Ramalina lacunosa, i Phellodendron amurense. Franz Joseph Ruprecht va ser el primer botànic linneà a escriure una obra dedicada íntegrament als bambús (Bambuseae, 1839), on en descriu 30 espècies; sembla que efectuà l'estudi a partir de l'herbari de Carl Ludwig Willdenow, que aplegava les col·leccions de Robert Wight i de Nathaniel Wallich (comerciant, cirurgià i botànic que havia col·laborat amb William Roxburgh, l'autor de la cèlebre Flora indica). A banda de Bambuseae, Ruprecht fou autor d'una extensa obra, en alemany i, sobretot, en llatí (la llengua de la descripció taxonòmica de l'època).
Carl Anton von Meyer anomenà el gènere Ruprechtia en honor seu.

## Obres
- Alexander von Bunge, F.J. Ruprecht Enumeratio Plantarum, quas in China boreali collegit Saint Petersburg, 1833
- Tentamen Agroslographiæ universalis 1838
- Bambuseæ 1839
- Aleksandr Postels, F.J.Ruprecht Illustrationes algarum in itinere circa orbem jussu Imperatoris Nicolai I atque auspiciis Navarchi Friderici Lütke annis 1826, 1827, 1828 et 1829 celoce Seniavin exsecuto in Oceano Pacifico, inprimis septentrionali ad littora Rossica Asiatico-Americano collectarum Petropoli (Sant Petersburg), Types E. Pratz, 1840 (reimp. Codicote, Herts.: Wheldon & Wesley; New York, N.Y.: Hafner Pub., 1963)
- Flores Samojedorum cisuralensium Petropoli, Typis et Impensis Academiae Imperialis Scientiarum, 1845
- Distributio cryptogamarum vascularium in Imperio Rossico Petropoli, 1845
- In historiam stirpium Florae Petropolitanae diatribae Saint Peterburg, 1845
- Symbolae ad historiam et geographiam plantarum Rossicarum Petropoli: typos et imp. Academiae imperialis scientiarum, 1846
- Tange des Ochotskischen meeres Saint Petersburg, 1847-74
  - Phycologia ochotiensis: Tange des Ochotskischen Meeres : ex Middendorff's sibirische Reise 1(2), St Petersburg 1851 Lehre: J. Cramer, 1978
- Carl Bernhard von Trinius, F.J. Ruprecht Gramina Agrostidea, III. Callus Obconicus (Stipacea) Saint Petersbourg: Imprimierie de l'Academie Imperiale des Sciences, 1849
- Algæ Ochotenses 1850
- Ueber die Verbreitung der Pflanzen im nördlichen Ural, nach den Ergebnissen der geographischen Expedition im Jahre 1847 und 1848 Saint Petersburg, 1850
- Neue oder unvollständige bekannte Pflanzen aus dem nördlichen Theile des Stillen Oceans Saint Petersburg: Eggers, 1852
- Flora Borealo-Uralensis. Ueber die Verbreitung der Pflanzen im nördlichen Ural Saint Petersburg, 1854
- Über das System der Rhodophyceae : gelesen den 14. Febr. 1851 Saint Pétersbourg : L'Imprimerie de l'Academie, 1855
- C.A. von Meyer, A.T. von Middendorff, F.J. Ruprecht i E.R. von Trautvetter Botanik Saint Petersburg, 1856
- Der nördliche Ural und das Küstengebirge Pai-Choi. 2 Saint Petersburg: Buchdr. der Kaiserl. Akademie der Wissenschaft, 1856
- Flora Ingrica: sive Historia plantarum gubernii Petropolitani / Vol. 1, Polypetalae thalamanthae, polypetalae calycanthae, gamopetalae germine infero (flora de la regió de Leningrad) Petropoli (Sant Petersburg): Eggers et Soc, 1860
- Petropoli Lipsiae (Leipzig): Voss, 1860
- Barometrische Höhenbestimmungen im Caucasus: ausgeführt in den Jahren 1860 und 1861 für Pflanzengeographische Zwecke, nebst Betrachtungen über die obere Bränze der Culturpflanzen Saint Petersburg: Eggers, 1863
- Flora Caucasi. pars 1 Saint Pétersburg, 1869
- Fedor Romanovic Osten Sacken, F.J. Ruprecht Sertum Tianschanicum : botanische Ergebnisse einer Reise in mittleren Tian-Schan Saint-Pétersbourg, 1869